# Quần vợt tại Đại hội Thể thao Đông Nam Á 2005
Quần vợt tại Đại hội Thể thao Đông Nam Á năm 2005 diễn ra từ ngày 1 đến ngày 4 tháng 12 tại sân quần vợt Rizal Memorial, Manila, Philippines. Chương trình thi đấu gồm có 7 nội dung đơn nam, đơn nữ, đôi nam, đôi nữ, đồng đội nam, đồng đội nữ và đôi nam nữ.
Đoàn thể thao Indonesia và chủ nhà Philippines đều giành được 3 huy chương vàng.

## Bảng huy chương
| Hạng               | Đoàn               | Vàng | Bạc | Đồng | Tổng số |
| ------------------ | ------------------ | ---- | --- | ---- | ------- |
| 1                  | Indonesia (INA)    | 3    | 4   | 3    | 10      |
| 2                  | Philippines (PHI)  | 3    | 1   | 3    | 7       |
| 3                  | Thái Lan (THA)     | 1    | 2   | 6    | 9       |
| 4                  | Việt Nam (VIE)     | 0    | 0   | 2    | 2       |
| Tổng số (4 đơn vị) | Tổng số (4 đơn vị) | 7    | 7   | 14   | 28      |

## Tóm tắt kết quả
| Nội dung     | Vàng                                                                               | Bạc                                                                                              | Đồng                                                                                        |
| ------------ | ---------------------------------------------------------------------------------- | ------------------------------------------------------------------------------------------------ | ------------------------------------------------------------------------------------------- |
| Đơn nam      | Cecil Mamiit · Philippines                                                         | Danai Udomchoke · Thái Lan                                                                       | Eric Taino · Philippines                                                                    |
| Đơn nam      | Cecil Mamiit · Philippines                                                         | Danai Udomchoke · Thái Lan                                                                       | Prima Simpatiaji · Indonesia                                                                |
| Đôi nam      | Thái Lan · Sanchai Ratiwatana · Sonchat Ratiwatana                                 | Philippines · Cecil Mamiit · Eric Taino                                                          | Indonesia · Suwandi · Bonit Wiryawan                                                        |
| Đôi nam      | Thái Lan · Sanchai Ratiwatana · Sonchat Ratiwatana                                 | Philippines · Cecil Mamiit · Eric Taino                                                          | Indonesia · Prima Simpatiaji · Sunu Wahyu Trijati                                           |
| Đồng đội nam | Philippines · Cecil Mamiit · Eric Taino · Johnny Arcilla · Patrick John Tierro     | Indonesia · Prima Simpatiaji · Suwandi · Sunu Wahyu Trijati · Bonit Wiryawan                     | Việt Nam · Đỗ Minh Quân · Ngô Quang Huy · Lê Quốc Khánh                                     |
| Đồng đội nam | Philippines · Cecil Mamiit · Eric Taino · Johnny Arcilla · Patrick John Tierro     | Indonesia · Prima Simpatiaji · Suwandi · Sunu Wahyu Trijati · Bonit Wiryawan                     | Thái Lan · Sanchai Ratiwatana · Sonchat Ratiwatana · Weerapat Doakmaiklee · Danai Udomchoke |
|              |                                                                                    |                                                                                                  |                                                                                             |
| Đơn nữ       | Wynne Prakusya · Indonesia                                                         | Romana Tedjakusuma · Indonesia                                                                   | Suchanan Viratprasert · Thái Lan                                                            |
| Đơn nữ       | Wynne Prakusya · Indonesia                                                         | Romana Tedjakusuma · Indonesia                                                                   | Napaporn Tongsalee · Thái Lan                                                               |
| Đôi nữ       | Indonesia · Wynne Prakusya · Romana Tedjakusuma                                    | Indonesia · Ayu Fani Damayanti · Septi Mende                                                     | Philippines · Denise Dy · Riza Zalameda                                                     |
| Đôi nữ       | Indonesia · Wynne Prakusya · Romana Tedjakusuma                                    | Indonesia · Ayu Fani Damayanti · Septi Mende                                                     | Thái Lan · Montinee Tangphong · Thassha Vitayaviroj                                         |
| Đồng đội nữ  | Indonesia · Wynne Prakusya · Romana Tedjakusuma · Ayu Fani Damayanti · Septi Mende | Thái Lan · Suchanun Viratprasert · Napaporn Tongsalee · Montinee Tangphong · Thassha Vitayaviroj | Philippines · Riza Zalameda · Czarina Arevalo · Denise Dy                                   |
| Đồng đội nữ  | Indonesia · Wynne Prakusya · Romana Tedjakusuma · Ayu Fani Damayanti · Septi Mende | Thái Lan · Suchanun Viratprasert · Napaporn Tongsalee · Montinee Tangphong · Thassha Vitayaviroj | Việt Nam · Ngô Việt Hà · Trần Thị Kim Lợi · Nguyễn Thùy Dung · Huỳnh Mai Huỳnh              |
|              |                                                                                    |                                                                                                  |                                                                                             |
| Đôi nam nữ   | Philippines · Cecil Mamiit · Riza Zalameda                                         | Indonesia · Suwandi · Wynne Prakusya                                                             | Thái Lan · Sanchai Ratiwatana · Montinee Tangphong                                          |
| Đôi nam nữ   | Philippines · Cecil Mamiit · Riza Zalameda                                         | Indonesia · Suwandi · Wynne Prakusya                                                             | Thái Lan · Sonchat Ratiwatana · Napaporn Tongsalee                                          |